# Ordnance Factory Itarsi
Ordnance Factory Itarsi is een census town in het district Hoshangabad van de Indiase staat Madhya Pradesh. 

## Demografie
Volgens de Indiase volkstelling van 2001 wonen er 10265 mensen in Ordnance Factory Itarsi, waarvan 53% mannelijk en 47% vrouwelijk is. De plaats heeft een alfabetiseringsgraad van 86%. 